# Ebrietas
Ebrietas là một chi bướm ngày thuộc họ Bướm nâu.